# 馬利尼夫卡 (米爾哥羅德區)
50°0′45″N 33°29′4″E / 50.01250°N 33.48444°E
馬利尼夫卡（烏克蘭語：Малинівка），是烏克蘭的村落，位於該國中部波爾塔瓦州，由米爾哥羅德區負責管轄，分別距離特魯多柳比夫卡3.5公里和沙爾基夫希納6公里，海拔高度141米，2001年人口206。